# Jörg A. Henle
Jörg Alexander Henle (* 12. Mai 1934 in Aachen; † 2. September 2019 in Berlin) war ein deutscher Industrieller und Kulturmäzen.

## Leben und Wirken
Henle wurde 1934 als Sohn von Günther Henle und Anne-Liese Henle (geb. Küpper), der Adoptivtochter des Industriellen Peter Klöckner, geboren. Er studierte Rechtswissenschaften an den Universitäten in Köln, München, Princeton (New Jersey), Stanford, Genf und Berlin und schloss dieses mit dem Ersten juristischen Staatsexamen ab.
1962 trat er in die Klöckner & Co-Unternehmensgruppe ein. Dort übernahm er verschiedene leitende Funktionen, bevor er geschäftsführender Gesellschafter und Vorsitzender der Gesamtleitung der Klöckner & Co Duisburg wurde. Diese Position übte er zuerst gemeinsam mit seinem Bruder Christian Peter aus. Nach dem Ausscheiden seines Bruders 1988 blieb er noch bis Anfang 1993 im Unternehmen.
Von 1992 bis 2015 gehörte er auch dem Vorstand der Peter Klöckner-Stiftung an und war von 1993 bis 2011 deren Vorsitzender. Über die Stiftung unterstützte Henle viele kulturelle Aktivitäten in seiner Heimatstadt Duisburg, u. a. die Philharmoniker und das Lehmbruck-Museum.

## Ehrungen
- 2012: Mercator-Ehrennadel der Stadt Duisburg
- Verdienstkreuz am Bande des Verdienstordens der Bundesrepublik Deutschland
- Order of the Golden Fleece, Georgien